# Unidad Eastham

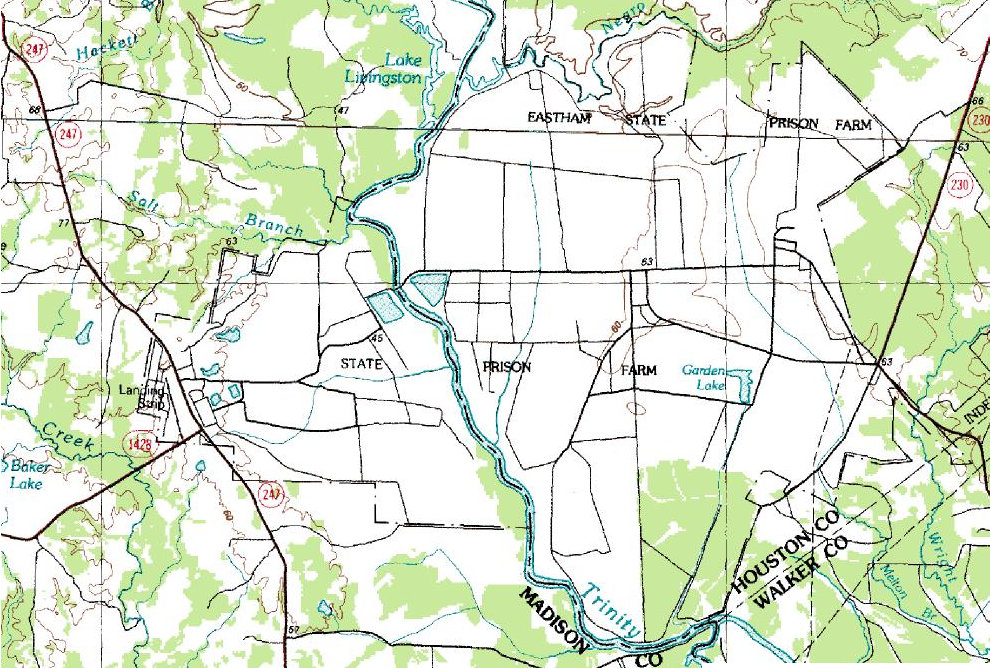
Mapa topográfico de las Unidades Eastham y Ferguson (EN), El primero de julio de 1983 - Servicio Geológico de los Estados Unidos

La Unidad Eastham (Easham Unit) es una prisión del Departamento de Justicia Criminal de Texas (TDCJ) en una área no incorporada en el Condado de Houston, Texas, Estados Unidos, cerca de Lovelady y Trinity. La unidad, con una superficie de 12789 acres, está localizada al final de la carretera Farm to Market Road 230. El Texas Prison System abrió la unidad en abril de 1917.